# Sauvagnon
Sauvagnon è un comune francese di 3 058 abitanti situato nel dipartimento dei Pirenei Atlantici nella regione della Nuova Aquitania.

## Società

### Evoluzione demografica
Abitanti censiti